# Kreis Rees
Der Kreis Rees existierte vom 23. April 1816 bis zum 31. Dezember 1974 als Landkreis am rechten Niederrhein in Nordrhein-Westfalen. Er umfasste das Gebiet von der Lippe im Süden, dem Rhein im Westen flussabwärts bis zur deutsch-niederländischen Grenze und der Grenze zur früheren Provinz Westfalen im Osten. Sein Verwaltungssitz war zuerst die namensgebende Stadt Rees, ab dem 20. Mai 1842 hingegen die Stadt Wesel.

## Geographie

### Lage
Der Kreis Rees war der letzte deutsche rechts des Rheins gelegene Kreis vor dem Übertritt des Flusses in die Niederlande.

### Nachbarkreise
Der Kreis Rees grenzte 1974 im Uhrzeigersinn im Norden beginnend an die Kreise Borken, Recklinghausen, Dinslaken, Moers und Kleve. Im Nordwesten grenzte er an die niederländische Provinz Gelderland.

## Geschichte
Das Gebiet des Kreises Rees gehörte zur seit 1020 bestehenden Grafschaft Kleve, die 1417 zum Herzogtum Kleve wurde. Dieses Herzogtum war spätestens seit dem Vertrag von Kleve (1666) ein Teil von Brandenburg-Preußen.

### Verwaltungsgeschichte im 19. Jahrhundert
Preußen, das das Gebiet seit dem Jülich-Klevischen Erbfolgestreit faktisch besessen und beherrscht hatte, trat es im Vertrag von Paris (15. Februar 1806) an das Kaiserreich Frankreich ab, das es 1806 im Großherzogtum Berg aufgehen ließ. Dort wurde es Teil des Arrondissements Wesel, das nach Abtretung der Stadt Wesel als Arrondissement Emmerich fortgeführt wurde, ehe es 1809 in das Arrondissement Essen eingegliedert wurde. 1810/1811 musste das Großherzogtum Berg das Gebiet an Frankreich abtreten, das in dem Land als Verwaltungsbezirk des Departements Lippe das Arrondissement Rees errichtete. 1813 unter das interalliierte Zentralverwaltungsdepartement und 1814 unter das preußische Generalgouvernement zwischen Weser und Rhein gefallen, wurde das Gebiet 1815 auf dem Wiener Kongress dem Königreich Preußen zugeschlagen. Im Zuge der Preußischen Verwaltungsorganisation wurde am 23. April 1816 der Kreis Rees als einer von über 40 Kreisen der Provinz Jülich-Kleve-Berg im Regierungsbezirk Kleve gegründet. Ab 1822 gehörte der Kreis Rees zum Regierungsbezirk Düsseldorf der Rheinprovinz.
Das Kreisgebiet setzte sich zunächst aus den acht in der Franzosenzeit gebildeten Bürgermeistereien Elten, Emmerich, Haldern, Isselburg, Rees, Ringenberg, Vrasselt und Wesel zusammen. Am 27. September 1823 wurde zusätzlich die Bürgermeisterei Schermbeck aus dem Kreis Dinslaken in den Kreis Rees umgegliedert. Am 20. Mai 1842 wechselte der Sitz des Kreises von Rees nach Wesel, wobei der Kreisname erhalten blieb („Kreis Rees, Sitz in Wesel“). Nach dem Inkrafttreten der Gemeindeordnung für die Rheinprovinz von 1845 und der Rheinischen Städteordnung von 1856 für die Städte Emmerich, Isselburg, Rees und Wesel war der Kreis Rees wie folgt gegliedert:
| Städte mit der Rheinischen Städteordnung | Städte mit der Rheinischen Städteordnung                                                   |
| ---------------------------------------- | ------------------------------------------------------------------------------------------ |
| Emmerich, Isselburg, Rees, Wesel         |                                                                                            |
| Bürgermeisterei                          | Landgemeinden                                                                              |
| Elten                                    | Borghees, Elten, Grondstein-Steinward, Hüthum                                              |
| Emmerich-Land                            | Klein-Netterden                                                                            |
| Haldern                                  | Groin, Haffen-Mehr, Haldern, Heeren-Herken, Loikum, Wertherbruch                           |
| Millingen                                | Heelden, Hurl, Millingen, Vehlingen                                                        |
| Obrighoven                               | Obrighoven-Lackhausen                                                                      |
| Rees-Land                                | Bergswick, Esserden, Reesereyland, Reeserward, Speldrop                                    |
| Ringenberg                               | Bislich, Diersfordt, Flüren, Hamminkeln, Ringenberg                                        |
| Schermbeck                               | Bricht, Brünen, Damm, Dämmerwald, Drevenack, Krudenburg, Overbeck, Schermbeck, Weselerwald |
| Vrasselt                                 | Bienen, Dornick, Grietherbusch, Praest, Vrasselt                                           |

### Verwaltungsgeschichte im 20. Jahrhundert
Am Ende des Jahres 1927 wurde die Bezeichnung aller rheinischen Landbürgermeistereien in „Amt“ geändert. Wie alle preußischen Einzelgemeindeämter wurde das Amt Obrighoven am 1. November 1934 aufgehoben. Obrighoven-Lackhausen war seitdem eine amtsfreie Gemeinde. Die Gemeinde Grondstein-Steinward wurde 1935 nach Elten eingemeindet. Am 1. April 1958 wurde aus dem rechtsrheinischen Teil der zum Kreis Kleve gehörenden Gemeinde Grieth die neue Gemeinde Grietherort gebildet und in das Amt Vrasselt des Kreises Rees eingegliedert. Die Gemeinde Hurl wurde 1963 in Empel umbenannt.
Vor dem Beginn der Gebietsreformen in Nordrhein-Westfalen bestand der Kreis Rees aus
1. der Stadt Emmerich
2. der Stadt Isselburg
3. der Stadt Rees
4. der Stadt Wesel
5. der Gemeinde Obrighoven-Lackhausen
6. dem Amt Elten mit den Gemeinden
  1. Borghees
  2. Elten
  3. Hüthum
  4. Klein-Netterden
7. dem Amt Haldern mit den Gemeinden
  1. Groin
  2. Haffen-Mehr
  3. Haldern
  4. Heeren-Herken
  5. Loikum
  6. Wertherbruch
8. dem Amt Millingen mit den Gemeinden
  1. Empel
  2. Heelden
  3. Millingen
  4. Vehlingen
9. dem Amt Rees-Land mit den Gemeinden
  1. Bergswick
  2. Esserden
  3. Reesereyland
  4. Reeserward
  5. Speldrop
10. dem Amt Ringenberg (Sitz in Hamminkeln) mit den Gemeinden
  1. Bislich
  2. Diersfordt
  3. Flüren
  4. Hamminkeln
  5. Ringenberg
11. dem Amt Schermbeck mit den Gemeinden
  1. Bricht
  2. Brünen
  3. Damm
  4. Dämmerwald
  5. Drevenack
  6. Krudenburg
  7. Overbeck
  8. Schermbeck
  9. Weselerwald
12. dem Amt Vrasselt mit den Gemeinden
  1. Bienen
  2. Dornick
  3. Grietherbusch
  4. Grietherort
  5. Praest
  6. Vrasselt

Durch das Gesetz zur Neugliederung von Gemeinden des Landkreises Rees wurden am 1. Juli 1969 in der ersten Phase der Gebietsreform in Nordrhein-Westfalen die Ämter Elten, Rees-Land und Vrasselt aufgelöst sowie die Städte Emmerich, Rees und Wesel neu gegliedert:
- Borghees, Dornick, Hüthum, Klein-Netterden, Praest und Vrasselt wurden Teil der Stadt Emmerich.
- Bergswick, Bienen, Esserden, Grietherbusch, Grietherort, Reesereyland, Reeserward und Speldrop wurden Teil der Stadt Rees.
- Flüren und Obrighoven-Lackhausen wurden Teil der Stadt Wesel.

Am 1. Oktober 1969 wurde aus dem Landkreis der Kreis Rees.
Am 1. Januar 1975 wurden in der zweiten Neugliederungsphase durch das Niederrhein-Gesetz mehrere Gemeinden neu gegliedert und der Kreis Rees aufgelöst:
- Bislich und Diersfordt wurden Teil der Stadt Wesel.
- Drevenack und Krudenburg wurden Teil der Gemeinde Hünxe.
- Bricht, Damm, Dämmerwald, Overbeck und Weselerwald wurden Teil der Gemeinde Schermbeck.
- Brünen, Loikum, Ringenberg und Wertherbruch wurden Teil der Gemeinde Hamminkeln.
- Empel, Groin, Haffen-Mehr, Haldern, Heeren-Herken und Millingen wurden Teil der Stadt Rees.
- Elten wurde Teil der Stadt Emmerich.
- Heelden und Vehlingen wurden Teil der Stadt Isselburg.
- Die Ämter Haldern, Millingen, Ringenberg und Schermbeck wurden aufgelöst.
- Emmerich und Rees kamen zum Kreis Kleve.
- Hamminkeln, Schermbeck und Wesel kamen zum Kreis Wesel.
- Isselburg kam zum Kreis Borken.

### Einwohnerentwicklung
| Jahr | Einwohner | Quelle |
| ---- | --------- | ------ |
| 1816 | 036.247   | [ 12 ] |
| 1835 | 043.876   | [ 12 ] |
| 1871 | 058.149   | [ 13 ] |
| 1880 | 063.772   | [ 13 ] |
| 1890 | 065.807   | [ 7 ]  |
| 1900 | 070.893   | [ 7 ]  |
| 1910 | 078.001   | [ 7 ]  |
| 1925 | 081.253   | [ 7 ]  |
| 1939 | 083.782   | [ 7 ]  |
| 1950 | 076.868   | [ 7 ]  |
| 1960 | 096.900   | [ 7 ]  |
| 1961 | 100.783   | [ 11 ] |
| 1970 | 115.037   | [ 11 ] |
| 1973 | 122.300   | [ 14 ] |

## Politik
Ergebnisse der Kreistagswahlen ab 1946
Es sind nur Parteien und Wählergemeinschaften aufgeführt, die mindestens zwei Prozent der Stimmen bei der jeweiligen Wahl erhalten haben.
| Jahr | CDU  | SPD  | FDP  | DZP  | KPD |
| ---- | ---- | ---- | ---- | ---- | --- |
| 1946 | 59,5 | 20,0 |      | 11,1 | 5,4 |
| 1948 | 48,5 | 26,4 | 04,2 | 18,0 | 2,9 |
| 1952 | 43,6 | 24,6 | 15,6 | 14,0 | 2,2 |
| 1956 | 43,4 | 31,4 | 16,5 | 08,2 |     |
| 1961 | 49,4 | 32,4 | 15,3 | 02,9 |     |
| 1964 | 48,6 | 37,4 | 14,0 |      |     |
| 1969 | 50,4 | 37,9 | 11,7 |      |     |

### Landräte
- Heinrich von Borcke (1816)
- Friedrich Westermann (1817)
- Friedrich Heinrich von Bernuth (1818–1859)
- Guido von Müntz (1859, auftragsweise)
- Alfred Dönhoff (1859–1875)
- Otto Ruhnke (1875–1876, auftragsweise)
- Eduard von Frowein (1876–1888)
- Walther Koenig (1888–1889, vertretungsweise)
- Alfred von Gescher (1889–1894)
- Friedrich von Bernuth (1894–1895, auftragsweise)
- Leopold Graf von Spee (1895–1919)
- Theodor Schneemann (1919–1933)
- Erich Müller (1933–1935)
- Otto von Werder (1935–1945)
- Reinhold Pohlmann (1940–1944, Vertretung Werders)
- Theodor Schneemann (1946)
- Erich Bohnekamp (1952–1955)
- Friedrich Mölleken (1955–1969)
- Wilhelm Breuer (1969–1974)

### Wappen
Blasonierung: In Rot geteilt durch einen silbernen (weißen) Wellenbalken, oben ein silberner (weißer) Wiesel und unten ein silberner (weißer) Schlüssel, dessen Bart nach rechts zeigt.
Bedeutung: Das Wappen zeigt Teile aus den Wappen der wichtigsten Städte des ehemaligen Kreises, Wesel (Wiesel), dem Kreissitz und Rees (Schlüssel) der Namensgeberin. Der Wellenbalken steht für den Rhein.

## Verkehr
Den Öffentlichen Personennahverkehr bediente neben der Staatsbahn, dem Bahnbus und der Kraftpost hauptsächlich die Kreis Reeser und die Duisburger Verkehrsgesellschaft.

## Kfz-Kennzeichen
Am 1. Juli 1956 wurde dem damaligen Landkreis bei der Einführung der bis heute gültigen Kfz-Kennzeichen das Unterscheidungszeichen WES zugewiesen. Es leitet sich von der Kreisstadt Wesel ab. Es wird im Kreis Wesel durchgängig bis heute ausgegeben.